# Bahnhof Rheinfelden

Der Bahnhof Rheinfelden ist ein Bahnhof der Schweizerischen Bundesbahnen in Rheinfelden im Kanton Aargau. Er wurde 1875 eröffnet und befindet sich an der Bözbergstrecke (Basel–Brugg–Zürich).

## Geschichte

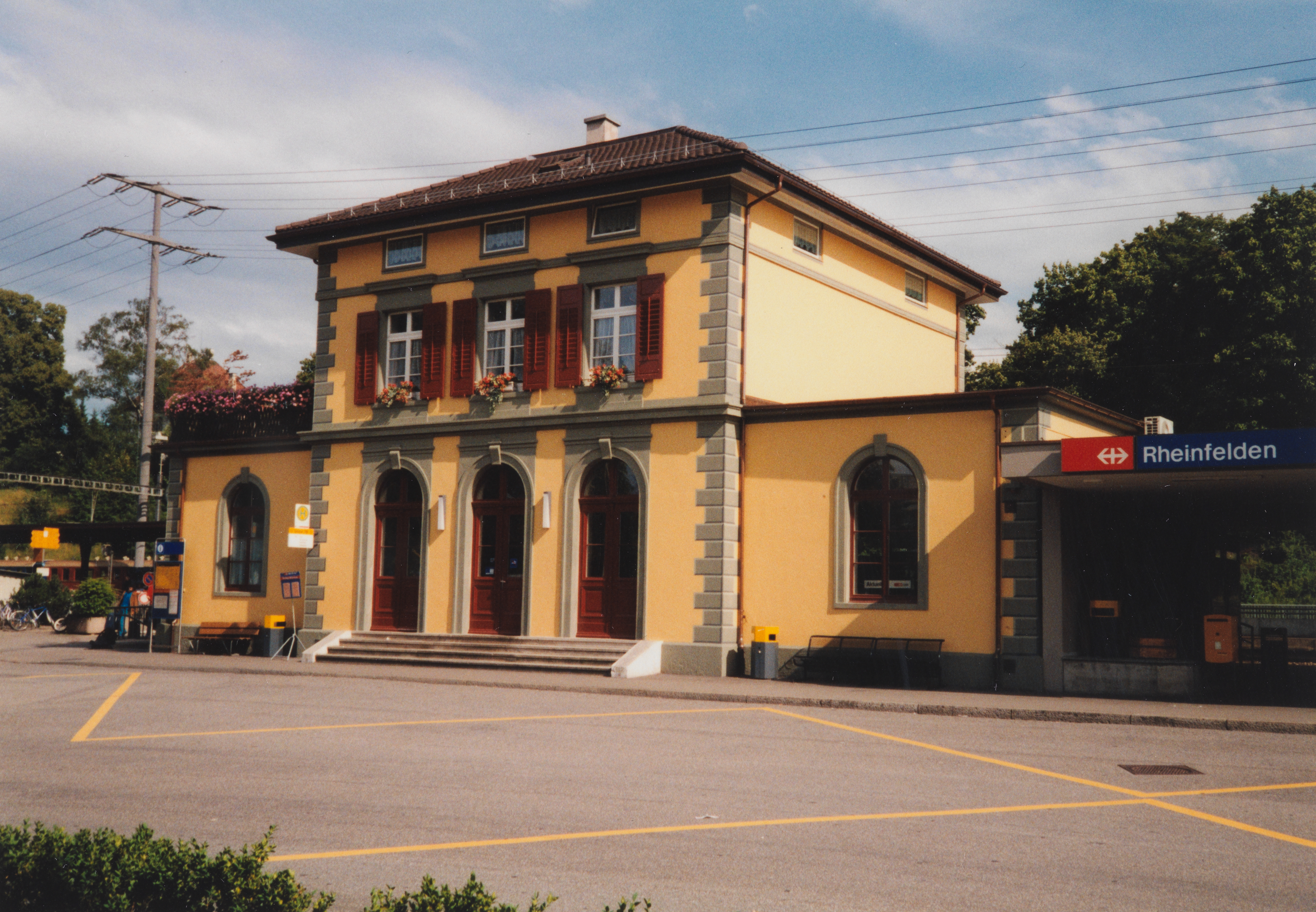
Bahnhofsgebäude, Strassenseite 1998

Anschluss an das Eisenbahnnetz erhielt Rheinfelden bereits am 4. Februar 1856, jedoch auf deutscher Seite: Damals wurde der erste Abschnitt der Hochrheinbahn zwischen Basel Badischer Bahnhof und Bad Säckingen eröffnet. Zur Erschliessung des aufstrebenden Kurortes Rheinfelden nahm die Grossherzoglich Badische Staats-Eisenbahn nahe dem nördlichen Brückenkopf der Alten Rheinbrücke die Station bei Rheinfelden in Betrieb. Das Gelände war damals fast unbewohnt, die Stadt Rheinfelden (Baden) entstand erst vier Jahrzehnte später. Da eine Bahnverbindung auf Schweizer Seite weiterhin fehlte, bildete sich 1869 ein Komitee für den Bau der Bözbergstrecke von Basel nach Brugg; die Stadt zeichnete Anleihen in Höhe von 500.000 Franken. 1871 begannen die Bauarbeiten als gemeinsames Projekt der Schweizerischen Centralbahn und der Schweizerischen Nordostbahn. Nach vierjähriger Bauzeit konnten Strecke und Bahnhof am 2. August 1875 eröffnet werden. Der Bahnhof setzte einen neuen Entwicklungsschwerpunkt südwestlich der Altstadt und förderte die Entwicklung der örtlichen Industrie. Die Brauereien „Salmenbräu“ und „Feldschlösschen“ erhielten 1885 und 1889 eigene Anschlussgleise.

## Bauwerk

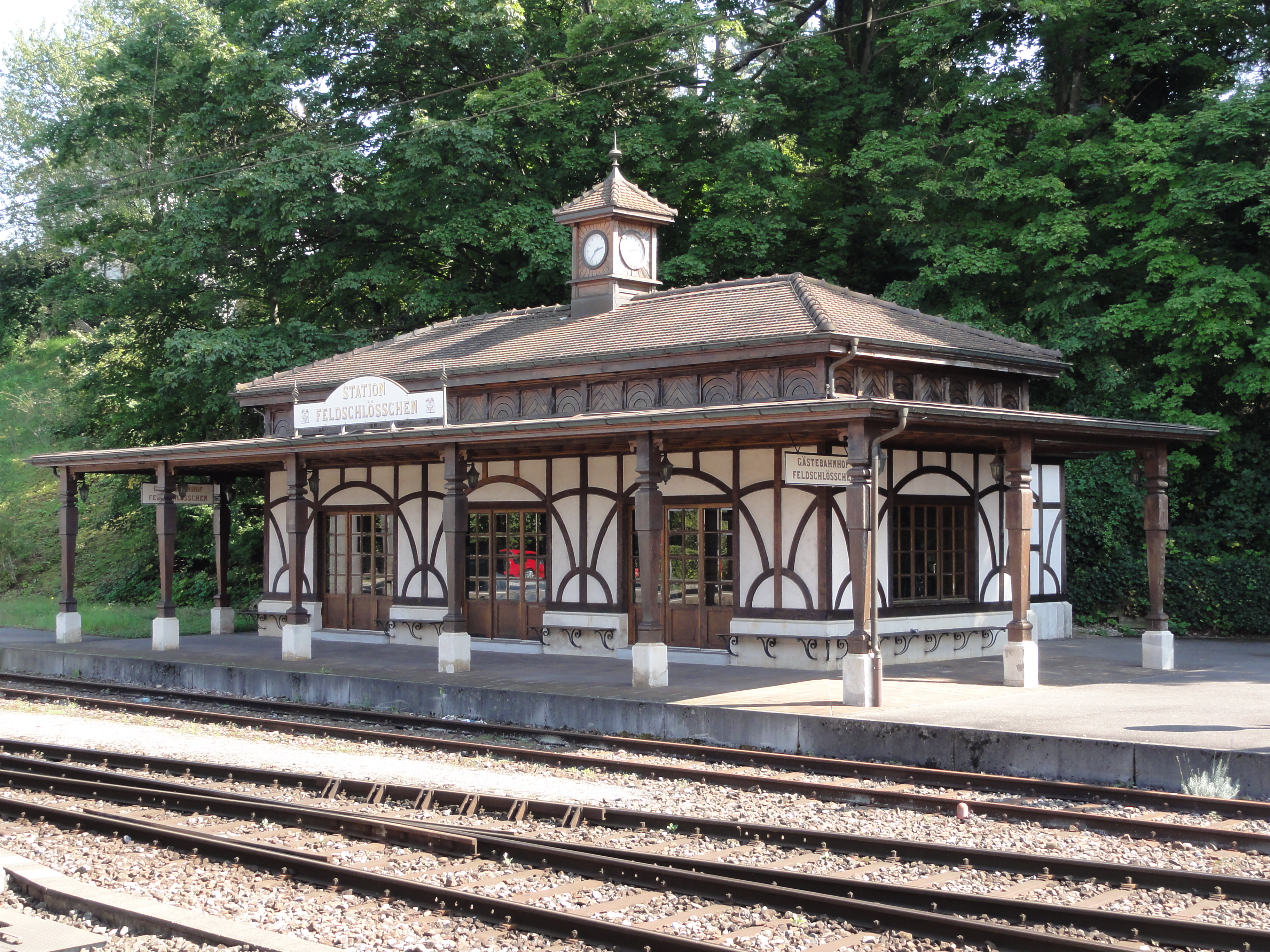
Feldschlösschen-Gästebahnhof (2012)

Gebäude des Gästebahnhofs im Jahr 1960, damals Station Basel Heuwaage der Birsigtalbahn

Das Aufnahmegebäude ist im spätklassizistischen Stil errichtet. Entworfen wurde es von Heinrich Gmelin, dem Leiter des Hochbaubüros der Nordostbahn. Das Gebäude besitzt einen zweigeschossigen Mitteltrakt mit Walmdach und drei Achsen sowie zwei flach gedeckte eingeschossige Seitenflügel. Eine Freitreppe führt zu den drei rundbogigen Eingangsportalen im Mitteltrakt. Ein Gurtgesims und ein Kniestockgesims verstärken die horizontale Gliederung, während eine aufgemalte Eckquaderung die Vertikale betont. Im Originalzustand erhalten geblieben ist das gleisseitige Vordach aus Eisenstreben.
Auf der gegenüberliegenden Seite der Gleisanlage steht der Gästebahnhof der Brauerei Feldschlösschen. Das Gebäude stand ursprünglich ab 1900 in Basel an der Heuwaage und diente als Endstation der Birsigtalbahn. Es wurde 1986 dort abgebrochen und 1989 in Rheinfelden wieder aufgerichtet. Von dort aus verkehren sporadisch Nostalgiezüge ins rund 800 Meter entfernte Brauereiareal. Der eingeschossige Gästebahnhof besitzt ein vom Jugendstil beeinflusstes Fachwerk sowie ein Walmdach mit Uhrtürmchen. Das dreiseitig umlaufende Vordach wird von profilierten Holzsäulen auf steinernen Postamenten gestützt.

## Betrieb

### Güterverkehr
Die meisten Güterzüge über den Gotthard durchfahren diesen Bahnhof, da die Bözbergstrecke die Hauptzufahrtachse vom Rangierbahnhof Muttenz zum Gotthard ist. Auch die Züge zwischen dem Rangierbahnhof Muttenz und dem Rangierbahnhof Limmattal durchfahren in der Regel diesen Bahnhof.

### Personenverkehr

#### Schienenverkehr
Der Bahnhof wird von der Linie S 1  der S-Bahn Basel bedient. Daneben halten die InterRegio-Züge der Linie 36 von Basel nach Zürich.
- S 1 Basel SBB – Rheinfelden – Stein-Säckingen – Frick / Laufenburg  (einzelne Verstärker in den HVZ zwischen Stein-Säckingen und Basel ohne Linienbezeichnung; Stein-Säckingen – Frick / Laufenburg nur Stundentakt)
- 36 Basel SBB – Brugg AG – Zürich HB (– Zürich Flughafen)

#### Busverkehr
Der Bahnhofplatz ist Endstation verschiedener Buslinien.
Von Postauto betriebene Linien:
- 84 Rheinfelden, Bahnhof – Salmen-Park – Strandbad – Augarten Zentrum – Kaiseraugst, Liebrüti – Kaiseraugst, Bahnhof – Augst, Stundeglas
- 85 Rheinfelden, Bahnhof – Salmen-Park – Strandbad – Augarten Zentrum ( – Kaiseraugst, Liebrüti – Pratteln, Bahnhof) (Ortsbus West)
- 86 Rheinfelden, Bahnhof – Kurzentrum – Alte Saline – Reha – Rheinfelden, Bahnhof (Ortsbus Ost)
- 88 Rheinfelden, Bahnhof – Rheinfelden, Regionalspital – Möhlin, Post – Möhlin, Bata Park
- 100 Rheinfelden, Bahnhof – Magden – Maisprach – Buus – Gelterkinden, Bahnhof

Von Südbadenbus betriebene Linie:
- 7312 Rheinfelden, HPS – Regionalspital – Bahnhof – Untere Marktgasse – Busbahnhof (D) – Gewerbeschule (D) – Krankenhaus (D) (Stadtbus Rheinfelden CH-D)